# اردوگاه توقیفی گورس
اردوگاه توقیفی گورس اردوگاهی برای توقیف و نیز اسیران جنگی بود که در سال ۱۹۳۹ در گورس، در جنوب غربی فرانسه و به فاصله کمی از پو، ساخته شد. این اردوگاه در آغاز توسط دولت فرانسه پس از سقوط کاتالونیا در پایان جنگ داخلی اسپانیا ایجاد شد تا بتواند کسانی را که از ترس تلافی‌جویی از رژیم فرانسیسکو فرانکو در اسپانیا فرار می‌کردند ، کنترل کند. در آغاز جنگ جهانی دوم، دولت فرانسه ۴۰۰۰ یهودی آلمانی را به عنوان «بیگانگان دشمن»، همراه با رهبران سیاسی سوسیالیست فرانسه و مخالفان جنگ با آلمان، در این اردوگاه تحت توقیف قرار داد.
پس از آنکه در ۱۹۴۰ دولت ویشی با نازی‌ها آتش‌بس امضا کرد، این اردوگاه تبدیل به اردوگاهی توقیفی برای عمدتاً یهودیان آلمانی و همچنین کسانی شد که توسط دولت خطرناک تلقی می‌شدند. پس از آزادی فرانسه، گورس اسیران جنگی آلمانی و همدستان فرانسوی نازی‌ها را در خود جای داد. پیش از تعطیل شدن نهایی آن در ۱۹۴۶، این اردوگاه مبارزان سابق جمهوری اسپانیا را که در مقاومت علیه اشغالگران آلمانی شرکت می‌کردند، در خود جای داده بود، زیرا قصد آنها برای مقابله با دیکتاتوری فاشیستی ژنرال فرانکو، آنها را از دید متفقین به تهدید تبدیل می‌کرد.